# Encinasola de los Comendadores
Encinasola de los Comendadores település Spanyolországban, Salamanca tartományban. Encinasola de los Comendadores Guadramiro, Cerralbo, Villasbuenas és Valderrodrigo községekkel határos. Lakosainak száma 148 fő (2024).

## Népesség
A település népessége az elmúlt években az alábbi módon változott:
| Lakosok száma | 295  | 265  | 251  | 230  | 215  | 203  | 174  | 164  | 156  | 148  |
|               | 2001 | 2004 | 2007 | 2009 | 2012 | 2014 | 2017 | 2019 | 2022 | 2024 |